# Heart-Shaped Glasses (When the Heart Guides the Hand)
Singles de Marilyn Manson
Personal Jesus
(2004) Putting Holes in Happiness
(2007)
Heart-Shaped Glasses (When the Heart Guides the Hand) est le premier single de l'album Eat Me, Drink Me de Marilyn Manson, sorti en 2007. Il existe une version acoustique de cette chanson, que Marilyn Manson a joué en compagnie de Tim Sköld à la guitare.
Le titre de la chanson tire son origine de l'affiche du film Lolita de Stanley Kubrick, sur laquelle le personnage porte des lunettes en forme de cœur. En effet, Evan Rachel Wood, à qui Manson avait proposé de jouer dans son film Phantasmagoria: The Visions of Lewis Carroll sur Alice au pays des merveilles de Lewis Carroll, s'est présentée à lui avec de telles lunettes lors d'une réunion de travail sur le projet, comme une allusion au goût présumé de Carroll pour les petites filles, et à la différence d'âge entre elle et Manson.

## Liste des titres
- CD single

1. Heart-Shaped Glasses (When the Heart Guides the Hand) — 5:06
2. Putting Holes in Happiness (Version acoustique) — 4:10
3. Heart-Shaped Glasses (When the Heart Guides the Hand) (Penetrate the Canvas Remix) — 4:48
4. Heart-Shaped Glasses (When the Heart Guides the Hand) (Vidéo)

- CD single britannique

1. Heart-Shaped Glasses (When the Heart Guides the Hand) — 5:08
2. Putting Holes in Happiness (Version acoustique) — 4:10

- 7" vinyle britannique

1. Heart-Shaped Glasses (When the Heart Guides the Hand) — 5:08
2. Heart-Shaped Glasses (When the Heart Guides the Hand) (Penetrate the Canvas Remix) — 4:48

- Single promo

1. Heart-Shaped Glasses (When the Heart Guides the Hand) (Version radio) — 3:32
2. Heart-Shaped Glasses (When the Heart Guides the Hand) (Version de l'album) — 5:06

- Hot Topic CD single exclusif

1. Heart-Shaped Glasses (When the Heart Guides the Hand) — 5:06
2. You And Me And The Devil Makes 3 — 4:24

## Musiciens
- Marilyn Manson : chant
- Ginger Fish : batterie
- Tim Sköld : guitare
- Rob Holliday : basse
- Chris Vrenna : claviers et percussions

## Clip
Le clip a été réalisé par Marilyn Manson en utilisant un système 3D développé par James Cameron. 

La vidéo met en scène l'actrice Evan Rachel Wood et Marilyn Manson, alors en couple au moment du tournage.